# 3317 Paris
3317 Paris (1984 KF) là một Trojan của Sao Mộc Tiểu hành tinh được phát hiện ngày 26 tháng 5 năm 1984 bởi vợ chồng nhóm nghiên cứu Carolyn và Eugene Shoemaker ở Palomar. Nó được đặt tên theo tên thành phố Paris.